# Xã Tymochtee, Quận Wyandot, Ohio
Xã Tymochtee (tiếng Anh: Tymochtee Township) là một xã thuộc quận Wyandot, tiểu bang Ohio, Hoa Kỳ. Năm 2010, dân số của xã này là 1.124 người.